# Route départementale 14 (Charente-Maritime)
Pour les articles homonymes, voir Route départementale 14.
La route départementale 14 est une route départementale située dans le département français de la Charente-Maritime.
Constituant une des armatures du réseau routier du Pays Royannais, cette voie classée parmi les grands axes départementaux par le Conseil général de la Charente-Maritime supporte un trafic important (entre 8000 et 9000 véhicules par jour en dehors de la période estivale), qui s'explique en grande partie par les déplacements pendulaires des actifs allant travailler dans les autres communes de l'agglomération de Royan, mais aussi dans une moindre mesure à Marennes et sur l'île d'Oléron. De fait, elle relie deux pôles urbains en pleine croissance de la grande banlieue royannaise : Saujon et La Tremblade, en desservant plusieurs communes de la presqu'île d'Arvert, situées en périphérie (Étaules, Chaillevette, Arvert).
Un échangeur routier fait la jonction entre la N150 (rocade de Saujon) et la D14 au niveau du quartier de Toutlifaut ; et un giratoire assure l'intersection entre la D14 et la D733 au lieu-dit Fontbedeau, non loin de Saint-Sulpice-de-Royan. Le tronçon compris entre la ville d'Étaules et le rond-point des Justices à Arvert a été aménagé au début des années 2000 pour contourner les deux localités. Le tronçon le plus septentrional de la D14 traverse La Tremblade du rond-point des Justices (intersection avec la D25) jusqu'à l'embarcadère de la Grève.

## Itinéraire
- Saujon
- Fontbedeau (Saint-Sulpice-de-Royan)
- Breuillet
- Étaules
- Arvert
- La Tremblade